# Сао Жозе до Рио Прето
Сао Жозе до Рио Прето (порт. São José do Rio Preto) град је у Бразилу у савезној држави Сао Пауло. Према процени из 2007. у граду је живело 402.290 становника.

## Становништво
Према процени из 2007. у граду је живело 402.770 становника.
| 1991.   | 2000.   |
| ------- | ------- |
| 283,761 | 358,523 |